# Jonas Westman
Jonas Westman, född 26 januari 1867 i Nora, Västernorrlands län, död 29 maj 1922 i Nyköping, var en svensk meteorolog och skolman.
Westman blev filosofie doktor i Uppsala 1897, var 1898-1904 docent i meteorologi där och tjänstgjorde förut, samtidigt och efteråt dels vid meteorologiska observatoriet där, dels vid Meteorologiska centralanstalten i Stockholm, blev 1904 lektor i matematik och fysik vid Nyköpings högre allmänna läroverk och 1914 rektor där.
Han studerade 1897-98 och 1908 glaciärförhållandena i trakten av Sulitelma och deltog i den Svensk-ryska gradmätningsexpeditionen till Svalbard 1899-1900 samt skrev ett stort antal uppsatser i dessa ämnen. Han publicerade även många andra artiklar i facktidskrifter och lärda samfunds handlingar, däribland de av Vetenskapsakademien prisbelönta Mesures de l’intensité de la radiation solaire faites à Upsal en 1901 och Durée et grandeur de l’insolation à Stockholm (bägge i Vetenskapsakademiens handlingar, band 42).